# RainboW (ジャニーズWESTのアルバム)
『rainboW』（レインボー）は、ジャニーズWESTの7作目のスタジオ・アルバム。2021年3月17日にジャニーズ・エンタテイメントから発売された。

## 概要
初回盤A・B、通常盤、そしてジャニーズショップオンラインストア限定販売のWESTん家Tシャツ付き通販盤の4種類で発売され、それぞれ収録内容・ジャケット写真ともに異なる。
デビュー7年目で7枚目のリリースであり、『7人が全力で奏でるメロディーは、笑顔を繋ぐ虹になる。』がコンセプト。初回盤Bの特典CDには、グループ初の試みとしてソロ曲7作が収録される。その他、初回盤AのCDには新曲「Big Dipper」「革新論理」、DVDには「Rainbow Chaser」のショートムービーとメイキング、「Big Dipper」のミュージックビデオが収録され、通常盤・通販盤のCDには新曲「Shadows」「Paradise」、通常盤のみ新曲「グッ!!とあふたぬ〜ん」がそれぞれ収録される。
2021年2月17日には初回盤Aに収録されている「Big Dipper」、3月8日にはYouTubeのために撮りおろした「Rainbow Chaser」Music Videoが公開された。
本アルバムの初回盤A・B・通常盤（初回プレス）に封入されていたIDで視聴可能となったジャニーズWEST7周年生配信イベント「虹会」は、2021年4月23日の20:00より見逃し配信無しで配信された。

## 特典
店頭先着特典
- 初回盤A - rainboWステッカーA
- 初回盤B - rainboWステッカーB
- 通常盤 - rainboWステッカーC

封入特典
- 初回盤A・B・通常盤（初回プレス） - ジャニーズWEST7周年生配信イベント「虹会」の視聴が可能となるID

## 収録曲

### CD
※シングル曲の詳細はそのページを参照。

#### 通常盤・初回盤B・通販盤
※は通常盤、※※は通常盤・通販盤のみ収録。
1. 春じゃなくても [3:55]
作詞・作曲：柳沢亮太[1]、編曲：柳沢亮太・ha-j
2. PUSH [3:29]
作詞：JUN・Joshua Leung・D & H、作曲：Tommy Clint・川口進・Atsushi Shimada、編曲：Atsushi Shimada
3. 週刊うまくいく曜日 [4:20]
作詞・作曲：山口隆、編曲：ha-j
  - 15thシングル
4. 想イ、フワリ [4:24]
作詞：山崎あおい、作曲：川口進・草川瞬・坂室賢一、編曲：生田真心
5. Shadows※※ [4:30]
作詞：岡嶋かな多、作曲：P3AK・Adrian McKinnon、編曲：P3AK
6. グッ!!とあふたぬ〜ん※ [4:20]
作詞・作曲：神山智洋[1]、編曲：神山智洋・ha-j
7. TRICKSTER [3:19]
作詞：栗原暁、作曲：久保田真悟・栗原暁、編曲：久保田真悟
8. DOKODA [3:56]
作詞・作曲・編曲：MUTEKI DEAD SNAKE
9. We Can!! [4:27]
作詞：Komei Kobayashi、作曲：MiNE・Atsushi Shimada・坂室賢一、編曲：CHOKKAKU
10. Paradise※※
作詞：milet[1]、作曲：Andreas Oberg,Adrian McKinnon,Christoffer Semelius、編曲：Christoffer Semelius,Andreas Oberg
  - グループ初となる全編英語詞の楽曲[1]。
11. 証拠 [4:16]
作詞：岡嶋かな多・栗原暁、作曲：岡嶋かな多・久保田真悟・栗原暁、編曲：久保田真悟・室屋光一郎
  - 14thシングル
12. Rainbow Chaser [4:02]
作詞：栗原暁、作曲：久保田真悟・栗原暁、編曲：久保田真悟・室屋光一郎・高橋哲也
  - 本作のリードトラック[9]

#### 初回盤A
1. 春じゃなくても
2. PUSH
3. 週刊うまくいく曜日
4. 想イ、フワリ
5. Big Dipper [3:34]
作詞：D & H、作曲・編曲：Jan Baars・Rajan Muse・Ronnie Icon
6. 革新論理 [4:04]
作詞・作曲：MUTEKI DEAD SNAKE、編曲：鈴木雅也
7. TRICKSTER
8. DOKODA
9. We Can!!
10. 証拠
11. Rainbow Chaser

### 特典CD
※初回盤Bのみ
1. サラリーマンの父さん［5:05］ - 重岡大毅
作詞・作曲：重岡大毅、編曲：CHOKKAKU
  - 定年退職を迎えた自身の父親への感謝を込めた歌[13]。
2. 「かなさんどー」［4:58］ - 桐山照史
作詞・作曲：桐山照史、編曲：生田真心
3. “Pinocchio”［3:41］ - 中間淳太
作詞：中間淳太、作曲・編曲：GRP
4. KNOCK OUT［3:41］ - 神山智洋
作詞・作曲：神山智洋、編曲：KNOCK OUT MONKEY
5. FLOWER OF ROMANCE［4:12］ - 藤井流星
作詞：LEO・GOMESS、作曲：LEO、編曲：ALI
6. やさしいひと［4:49］ - 濵田崇裕
作詞：Blue Vintage、作曲：Blue Vintage・前田佑、編曲：前田佑
  - 2年前に他界した濱田の祖母に向けた曲であり、「大事な人を思い浮かべて聴いてほしい」という願いが込められている[14]。
7. B U S Y［3:20］ - 小瀧望
作詞：KOMU、作曲：KOMU・YU、編曲：YU

### DVD
※初回盤Aのみ
1. 「Rainbow Chaser」ショートムービー&メイキング
2. 「Big Dipper」ミュージックビデオ